# Kurt Vervaeren
Kurt Vervaeren is een Vlaams televisieregisseur. 
Vervaeren werkte in het verleden als regisseur van televisiereeksen zoals Wittekerke, Veel geluk, professor!, Spoed, Louislouise en De Rodenburgs.

## Filmografie (regie)
- Lisa (2021)
- Familie (2016)
- Zone Stad (2012-2013)
- De Rodenburgs (2009-2010)
- LouisLouise (2008-2009)
- Spoed (2008)
- Aspe (2006-2007, 2011-2014)
- Veel geluk, professor! (2001)
- Dokters (1997)
- Wittekerke (1998-2005)